# Saison 1963-1964 de la LCH
Saison suivante
La  saison 1963-1964 est la 1re saison régulière de la Ligue centrale professionnelle de hockey, une ligue de hockey professionnelle mineure en Amérique du Nord. 

## Contexte et saison régulière
La création de cette ligue a pour but de développer un plus grand bassin de joueurs pour les six équipes de la Ligue nationale de hockey. À sa première saison, les Maple Leafs de Toronto n’y sont pas représenté, car le Tulsa Assembly Center, la patinoire  qui doit accueillir leur club ferme, est encore en construction et n’est inauguré que le 8 mars 1964.
Durant la saison régulière, chacune des cinq équipes inscrites dispute 72 matchs et les quatre meilleures disputent les séries éliminatoires de la Coupe Adams (en).
Les Capitols d'Indianapolis sont contraints de déménager à Cincinnati, à la suite d'un incendie qui détruit leur patinoire le 31 octobre 1963. Ils prendront le Nom de Wings de Cincinnati pour le reste de la saison.
Alain Caron des Braves de Saint-Louis inscrit 125 points, dont 77 buts. Ces deux marques n’ont jamais été battues au cours des 21 ans d’existence de la ligue.

### Classement final
| Clt   | Équipe                                      | PJ | V  | D  | N | BP  | BC  | Diff | Pts |
| ----- | ------------------------------------------- | -- | -- | -- | - | --- | --- | ---- | --- |
| +001, | Knights d'Omaha                             | 72 | 44 | 19 | 9 | 311 | 218 | 99   | 97  |
| +002, | Rangers de Saint Paul                       | 72 | 38 | 30 | 4 | 259 | 230 | 29   | 80  |
| +003, | Bruins de Minneapolis                       | 72 | 36 | 29 | 7 | 294 | 270 | 24   | 79  |
| +004, | Braves de Saint-Louis                       | 72 | 33 | 32 | 7 | 316 | 275 | 41   | 73  |
| +005, | Capitols d'Indianapolis/Wings de Cincinnati | 72 | 12 | 53 | 7 | 207 | 394 | -187 | 31  |

- Qualifié pour les séries éliminatoires

### Meilleurs pointeurs
| Joueur            | Équipe      | PJ | B  | A  | Pts | Pun |
| ----------------- | ----------- | -- | -- | -- | --- | --- |
| Alain Caron       | Saint-Louis | 71 | 77 | 48 | 125 | 22  |
| Jeannot Gilbert   | Minneapolis | 72 | 50 | 50 | 100 | 18  |
| Ray Cullen        | Saint-Louis | 63 | 46 | 52 | 98  | 24  |
| Bob Courcy        | Omaha       | 70 | 36 | 46 | 82  | 46  |
| Garry Peters (en) | Omaha       | 72 | 32 | 49 | 81  | 82  |

## Séries éliminatoires de la Coupe Adams

### Arbre de qualification
|  | Demi-finales                            | Demi-finales                   |       |   | Finale de la Coupe Adams        | Finale de la Coupe Adams        |
|  | Demi-finales                            | Demi-finales                   |       |   | Finale de la Coupe Adams        | Finale de la Coupe Adams        |
|  |                                         |                                |       |   |                                 |                                 |
|  | 24, 26, 28, 29 et 31 mars 1964          | 24, 26, 28, 29 et 31 mars 1964 |       |   | 10, 12, 14, 16 et 18 avril 1964 | 10, 12, 14, 16 et 18 avril 1964 |
|  | 24, 26, 28, 29 et 31 mars 1964          | 24, 26, 28, 29 et 31 mars 1964 |       |   | 10, 12, 14, 16 et 18 avril 1964 | 10, 12, 14, 16 et 18 avril 1964 |
|  | Omaha                                   | 4                              |       |   | 10, 12, 14, 16 et 18 avril 1964 | 10, 12, 14, 16 et 18 avril 1964 |
|  | Omaha                                   | 4                              |       |   | 10, 12, 14, 16 et 18 avril 1964 | 10, 12, 14, 16 et 18 avril 1964 |
|  | Minneapolis                             | 1                              |       |   | 10, 12, 14, 16 et 18 avril 1964 | 10, 12, 14, 16 et 18 avril 1964 |
|  | Minneapolis                             | 1                              | Omaha | 4 |                                 |                                 |
|  | 24, 26, 28, 29, 31 mars et 2 avril 1964 |                                | Omaha | 4 |                                 |                                 |
|  |                                         | Saint Paul                     | 1     |   |                                 |                                 |
|  | Saint Paul                              | Saint Paul                     | 1     | 4 |                                 |                                 |
|  | Saint Paul                              |                                |       | 4 |                                 |                                 |
|  | Saint-Louis                             | 2                              |       |   |                                 |                                 |
|  | Saint-Louis                             | 2                              |       |   |                                 |                                 |

### Finale
Les Knights d'Omaha, après avoir remporté le championnat, gagnent la première Coupe Adams en battant  les Rangers de Saint Paul sur le score de 4 matchs à 1.

### Effectif champion
L'effectif de l'équipe des Knights d'Omaha sacré champion de la Coupe Adams est le suivant :
- Gardien de but : Ernie Wakely (en) ;
- Défenseurs : Bob Jamieson (en), Noel Picard, Barclay Plager, Bob Wall, Keith Walsh (en) ;
- Attaquants : Claude Cardin, Thomas Carty, Bob Courcy, Norm Dennis (en), Germain Gagnon (en), Bill Inglis (en), Claude Larose, Bill McCreary, Garry Peters (en), Len Ronson, Doug Senior (en) ;
- Entraîneur : Bill McCreary.

## Récompenses

### Trophées individuels
| Trophée                 | Joueur                        | Équipe                                |
| ----------------------- | ----------------------------- | ------------------------------------- |
| Meilleur gardien de but | Ernie Wakely (en)             | Knights d’Omaha                       |
| meilleur défenseur      | Barclay Plager                | Knights d’Omaha                       |
| meilleure recrue        | Garry Peters (en) Poul Popiel | Knights d’Omaha Braves de Saint-Louis |
| meilleur pointeur       | Alain Caron                   | Braves de Saint-Louis                 |
| meilleur joueur         | Jeannot Gilbert               | Bruins de Minneapolis                 |

### Équipe d'étoile
| Position       | Joueur                       | Équipe                                |
| -------------- | ---------------------------- | ------------------------------------- |
| Gardien de but | Marcel Pelletier (en)        | Rangers de Saint Paul                 |
| Défenseur      | Bob Woytowich                | Rangers de Saint Paul                 |
| Défenseur      | Barclay Plager               | Knights d'Omaha                       |
| Ailier gauche  | Bill McCreary John Brenneman | Knights d’Omaha Braves de Saint-Louis |
| Centre         | Ray Cullen                   | Braves de Saint-Louis                 |
| Ailier droit   | Alain Caron                  | Braves de Saint-Louis                 |